# Municipio de Oshkosh (Minnesota)
El municipio de Oshkosh (en inglés: Oshkosh Township) es un municipio ubicado en el condado de Yellow Medicine en el estado estadounidense de Minnesota. En el año 2010 tenía una población de 210 habitantes y una densidad poblacional de 2,24 personas por km².

## Geografía
El municipio de Oshkosh se encuentra ubicado en las coordenadas 44°45′42″N 96°9′17″O / 44.76167, -96.15472. Según la Oficina del Censo de los Estados Unidos, el municipio tiene una superficie total de 93.87 km², de la cual 93,87 km² corresponden a tierra firme y (0 %) 0 km² es agua.

## Demografía
Según el censo de 2010, había 210 personas residiendo en el municipio de Oshkosh. La densidad de población era de 2,24 hab./km². De los 210 habitantes, el municipio de Oshkosh estaba compuesto por el 98,1 % blancos, el 0,95 % eran amerindios y el 0,95 % eran de una mezcla de razas. Del total de la población el 0 % eran hispanos o latinos de cualquier raza.